# Бернд фон дер Асебург
Бернд фон дер Асебург (на немски: Bernd voon der Asseburg; * ок. 1357; † сл. 13 ноември 1420) е благородник от рицарския род фон дер Асебург и господар на Хиненбург в Северен Рейн-Вестфалия.

## Произход
Той е петият син на Бертолд фон дер Асебург († 1377) и съпругата му Ерментруд фон Амелунксен († сл. 1361) от Източна Вестфалия, единствена дъщеря на Херболд VI фон Амелунксен († сл. 1332) и Аделхайд фон Родериксен († сл. 1338), дъщеря на рицар Хайнрих II фон Родерзен/Родериксен († сл. 1320) и Ерменгард фон Гуденсберг († сл. 1278).

## Фамилия
Бернд фон дер Асебург се жени ок. 1400 г. за Госта фон Шпигел или ван Мензен-Бруххаузен († сл. 1420). Те имат децата:
- Йохан фон дер Асебург († 22 март 1449/3 юли 1456), женен за Катарина († сл. 1449); имат седем деца
- Боркхард фон дер Асебург († 1463), женен за Гербург († сл. 9 авгуср 1457); имат двама сина
- Бернд фон дер Асебург († 1439)
- Госта фон дер Асебург († сл. 1441), омъжена I. за Фридрих фон Бренкен (+ сл. 1409), II. пр. 12 април 1425 г. за Курт фон Графен (+ сл. 1441)
- Незе фон дер Асебург, омъжена за Вилеке Клемке
- Агнес ван дер Асебург (* ок. 1412; † 1445), омъжена пр. 12 декември 1434 г. за Вилкен (Вилике) I ван Кленке († 1465)